# 파스칼의 삼각형

파스칼의 삼각형 속의 숫자들은 바로 윗 줄에 인접하는 두 숫자의 합으로 정의된다.

파스칼의 삼각형(Pascal's triangle)은 수학에서 이항계수를 삼각형 모양으로 배열한 것이다. 이것은 블레즈 파스칼의 이름을 따 명명되었지만, 그가 처음 발견한 것은 아니고 수세기 전에 인도, 페르시아, 중국, 독일, 이탈리아 등에서 이미 연구된 바가 있다.
간단히 말하자면, 파스칼의 삼각형은 다음과 같은 방법으로 만들 수 있다.
1. 첫 번째 줄에는 1을 쓴다.
2. 그 다음 줄을 만들 때 바로 위의 왼쪽 숫자와 오른쪽 숫자를 더한다(오른쪽 그림 참고). 예를 들어, 네 번째 줄의 숫자 1과 3을 더하여 다섯 번째 줄의 4가 만들어진다.

파스칼의 법칙을 이용해 이 규칙을 아래와 같이 수학적으로 표현할 수 있다. n 번째 줄의 k 번째 값을 {\displaystyle a_{nk}}라고 할 때,
{\displaystyle a_{n1}=1}
{\displaystyle a_{nn}=1}
{\displaystyle a_{nk}=a_{{n-1}{k-1}}+a_{{n-1}{k}}} {\displaystyle (n,k>=0)}
으로 정의된다. 이때,
{\displaystyle {n \choose k}={n-1 \choose k-1}+{n-1 \choose k}}

## 조합 배열의 예

### 처음2줄
가장자리의 수는 없는 부분이 '0' 이라고 생각해서 1을 더하고 나온 값인 1을 그대로 내려온다.
{\displaystyle \ \ \ \ \ \ \ 1}
{\displaystyle \ 1\ \ \ \ \ \ \ \ \ \ 1}
파스칼의 삼각형의 3열의 모든 숫자는 자신의 상위 열의 2개 숫자를 더해서 만든다.
가장자리의 수는 계속해서 0과 1을 더한다고 생각하고 1을 그대로 내린다.
{\displaystyle \ \ \ \ \ \ \ \ \ 1}
{\displaystyle \ \ \ \ \ 1\ \ \ \ \ \ 1}
{\displaystyle \ 1\ \ \ \ \ \ 2\ \ \ \ \ \ 1}
파스칼 삼각형의 6열. 네 번째 줄의 1과 3을 더해 다섯 번째 줄의 4를 만든다.
네 번째 줄의 3과 3을 더해 다섯 번째 줄의 6을 만든다.

### 19줄
```
                                                 1               -> n=0 일때
                                              1     1            -> n=1 일때
                                           1     2     1         -> n=2 일때
                                        1     3     3     1          .
                                     1     4     6     4     1       .
                                  1     5     10    10    5     1    .
                               1     6     15    20    15    6     1
                            1     7     21    35    35    21    7     1
                          1    8     28    56    70    56    28    8     1
                       1    9     36    84   126   126   84    36    9     1
                    1    10    45   120   210   252    210   120    45    10    1
                 1    11    55   165   330   462    462   330    165   55    11    1
              1    12    66   220   495   792    924   792    495   220    66    12    1
            1   13    78    286  715   1287  1716   1716  1287   715    286   78    13    1
         1   14    91   364   1001  2002  3003   3432   3003   2002   1001  364    91    14    1
      1   15   105   455  1365  3003   5005  6435   6435   5005   3003   1365  455   105   15    1
    1  16   120   560  1820  4368  8008  11440   12870  11440   8008   4368  1820  560   120    16   1
  1  17  136  680  2380  6188  12376  19448  24310   24310  19448  12376  6188   2380  680   136   17   1
1  18 153  816  3060  8568  18564  31824  43758  48620  43758  31824  18564  8568  3060   816   153  18  1
```

## 파스칼의 삼각형의 응용
파스칼의 삼각형은 이항정리에서 계수들의 값을 계산하는 데에 사용된다. 예를 들어서
{\displaystyle (x+1)^{2}=1\cdot x^{2}+2\cdot x+1}
라는 식에서, 각 계수의 값인 1, 2, 1은 파스칼의 삼각형의 3번째 줄에 대응된다.
일반적으로,
{\displaystyle (x+y)^{n}=a_{0}x^{n}y^{0}+a_{1}x^{n-1}y^{1}+a_{2}x^{n-2}y^{2}+\cdots +a_{n-2}x^{2}y^{n-2}+a_{n-1}x^{1}y^{n-1}+a_{n}x^{0}y^{n}}
와 같은 전개식에서, {\displaystyle a_{i}={n+1 \choose k}} 가 성립한다. 즉, {\displaystyle a_{i}}는 파스칼의 삼각형의{\displaystyle (n+1)}번째 행(row)의 {\displaystyle (k)} 번째 열(column) 값과 순차적으로 대응된다.

## 소스코드

### 파이썬
```
def
 
pTriangle
(
n
):

    
p
 
=
 
[]

    
    
for
 
row
 
in
 
range
(
n
):

        
tmp
 
=
 
[
1
]
 
*
 
(
row
 
+
 
1
)

        
for
 
col
 
in
 
range
(
1
,
 
row
):

            
tmp
[
col
]
 
=
 
p
[
row
-
1
][
col
-
1
]
 
+
 
p
[
row
-
1
][
col
]

        
p
.
append
(
tmp
)

    
return
 
p

```

### 스칼라
```
//파스칼 삼각형 소스코드

var
 
height
:
Int
 
=
 
0

def
 
pTriangle
(
given
:
Array
[
Int
],
 
stop
:
Int
):
Unit
 
=
  
{

    
println
(
given
.
deep
.
toString
)

    
height
 
=
 
height
 
+
 
1

    
if
 
(
height
 
<
 
stop
)
 
{

          
val
 
next
 
=
 
Array
.
ofDim
[
Int
](
given
.
length
 
+
 
1
)

    	  
for
 
(
i
 
<-
 
0
 
until
 
next
.
length
)
 
{

      	    
if
 
(
i
 
==
 
0
 
||
 
i
 
==
 
next
.
length
-
1
)
 
next
(
i
)
 
=
 
1

    		    
else
 
next
(
i
)
 
=
 
given
(
i
-
1
)
 
+
 
given
(
i
)

    		  
}

    		  
pTriangle
(
next
,
 
stop
)

      
}
 
else
 
{

        
height
 
=
 
0

      
}

 
}

```

C#
```
public
 
class
 
PascalsTriangle

{

    
static
 
void
 
PascalTriangle
(
int
 
n
)

    
{

        
for
 
(
int
 
line
 
=
 
1
;
 
line
 
<=
 
n
;
 
line
++
)

        
{

            
int
 
c
 
=
 
1
;

            
for
 
(
int
 
i
 
=
 
1
;
 
i
 
<=
 
line
;
 
i
++
)

            
{

                
Console
.
WriteLine
(
c
);

                
c
 
=
 
c
 
*
 
(
line
 
-
 
i
)
 
/
 
i
;

            
}

            
Console
.
WriteLine
(
"\n"
);

        
}

    
}

    
public
 
static
 
int
 
Main
(
int
 
input
)

    
{

        
PascalTriangle
(
input
);

        
return
 
input
;

    
}

}

```

## 일반화
파스칼의 삼각형은 더 높은 차원으로 확장하여 일반화할 수 있다. 3차원 형태는 파스칼의 피라미드 또는 파스칼의 4면체로 부른다. 더 높은 차원의 유사체를 일반적으로 총칭하여 "파스칼의 단체"라고 말한다.

## 같이 보기
- 피라미드
- 사면체
- 단체(單體)
- 곱셈 공식